# Resolutie 2352 Veiligheidsraad Verenigde Naties
Resolutie 2352 van de Veiligheidsraad van de Verenigde Naties werd op 15 mei 2017 unaniem aangenomen door de VN-Veiligheidsraad, en verlengde de VN-vredesmacht in de Soedanese regio Abyei met een half jaar. Er werd ook duidelijk gesteld dat de jarenlange impasse waarin de kwestie-Abyei zich bevond lang genoeg had geduurd, en dat de vredesmacht niet langer zou meewerken aan het grenstoezicht tussen Soedan en Zuid-Soedan als die niet eindelijk werk maakten van het afgesproken Gezamenlijk Grenstoezichtsmechanisme (JBVMM).

## Standpunten
Het rapport van secretaris-generaal António Guterres stelde dat Abyei een politiek probleem was dat een politieke oplossing moest krijgen. De Amerikaanse vertegenwoordiger zei dat Soedan en Zuid-Soedan niet meewerkten aan die oplossing en voorafgaande tijdelijke maatregelen. In de plaats bleven ze het werk van de vredesmacht met betrekking tot de JBVMM bemoeilijken door allerlei belemmeringen op te werpen. Het standpunt om niet meer mee te werken aan het JBVMM tenzij daar verandering in kwam was in lijn met het beleid van de Amerikaanse president Donald Trump om de vredesoperaties van de Verenigde Naties te herzien.
De Soedanese vertegenwoordiger stelde dat zijn land het JBVMM nooit had belemmerd. Volgens het rapport van de secretaris-generaal waren achttien patrouillevluchten geannuleerd omdat toestemming van Zuid-Soedan te laat kwam. In tegenstelling tot dat land had Soedan dus volledig meegewerkt. Hij vond het JBVMM ook nodig om de vrede aan de grens te vrijwaren en de relaties met Zuid-Soedan te normaliseren. Hij begreep daarom niet waarom UNISFA het niet langer zou ondersteunen. Tot de kwestie-Abyei was opgelost had Soedan ook de volle soevereiniteit over het gebied. Omdat de gezamenlijke politiemacht uitbleef, had het land zelf politie in Abyei geposteerd.
Zijn Zuid-Soedanese collega noemde UNISFA "het beste dat Abyei in lange tijd was overkomen". Het JBVMM niet langer steunen zou de samenwerking tussen Soedan en Zuid-Soedan negatief beïnvloeden en tot nieuw geweld kunnen leiden. Men mocht de mensen in Abyei niet laten vallen omdat de twee landen niet overeen konden komen.

## Achtergrond
Al in de jaren 1950 was het zwarte zuiden van Soedan in opstand gekomen tegen het overheersende Arabische noorden. De vondst van aardolie in het zuiden maakte het conflict er enkel maar moeilijker op. In 2002 kwam er een staakt-het-vuren en werden afspraken gemaakt over de verdeling van de olie-inkomsten. Verschillende rebellengroepen waren hiermee niet tevreden en in 2003 ontstond het conflict in Darfur tussen deze rebellen en de door de regering gesteunde janjaweed-milities. Die laatsten gingen over tot etnische zuiveringen. In de daaropvolgende jaren werden in Darfur grove mensenrechtenschendingen gepleegd, waardoor miljoenen mensen op de vlucht sloegen.
In februari 2011 stemde een overgrote meerderheid van de inwoners van Zuid-Soedan in een referendum voor onafhankelijkheid. De regio Abyei, die tussen Noord- en Zuid-Soedan lag, werd echter door beide partijen opgeëist. Dit leidde tot veel geweld, waardoor meer dan 100 000 inwoners op de vlucht sloegen.

## Inhoud
Het JBVMM, dat moest toezien op de in 2011 overeengekomen gedemilitariseerde zone tussen Soedan en Zuid-Soedan, bleef vertraging oplopen. Ook bleef men onnodige belemmeringen opwerpen die het werk van het mechanisme bemoeilijkten. De twee moesten ook opnieuw beginnen onderhandelen over de definitieve status van de betwiste regio Abyei, iets dat al sedert 2012 gevraagd werd. Verder moesten beide landen dringend overeenstemming bereiken over de samenstelling van Abyei's bestuur.
De overeengekomen gezamenlijke politiedienst moest ook nog steeds opgestart worden. Zowel Soedanese agenten als Zuid-Soedanese militairen waren − tegen de afspraken in − aanwezig in Abyei. De VN-vredesmacht UNISFA sprak ook met de Misseriya en de Dinka – de twee volkeren die Abyei bewoonden – over het verwijderen van zware wapens. Beide bevolkingsgroepen waren immers ondanks de gedemilitariseerde status zwaar bewapend. De verhouding tussen de beide bevolkingsgroepen ging inmiddels de goede richting uit. Er werd opnieuw handel gedreven, en slachtoffers van diefstal kregen compensatie.
Het mandaat van UNISFA werd verlengd tot 15 november 2017. Het maximaal aantal manschappen werd naar beneden bijgesteld: van 5326 naar 4791. Alle manschappen van deze missie waren afkomstig uit het naastgelegen Ethiopië. De Veiligheidsraad stelde ook duidelijk dat voor wat betreft de taken in verband met het grenstoezicht, het de laatste verlenging zou zijn als het JBVMM tegen eind 2017 niet operationeel was.
Lijst ·  2337 ·  2338 ·  2339 ·  2340 ·  2341 ·  2342 ·  2343 ·  2344 ·  2345 ·  2346 ·  2347 ·  2348 ·  2349 ·  2350 ·  2351 ·  2352 ·  2353 ·  2354 ·  2355 ·  2356 ·  2357 ·  2358 ·  2359 ·  2360 ·  2361 ·  2362 ·  2363 ·  2364 ·  2365 ·  2366 ·  2367 ·  2368 ·  2369 ·  2370 ·  2371 ·  2372 ·  2373 ·  2374 ·  2375 ·  2376 ·  2377 ·  2378 ·  2379 ·  2380 ·  2381 ·  2382 ·  2383 ·  2384 ·  2385 ·  2386 ·  2387 ·  2388 ·  2389 ·  2390 ·  2391 ·  2392 ·  2393 ·  2394 ·  2395 ·  2396 ·  2397